# ریززیاگان

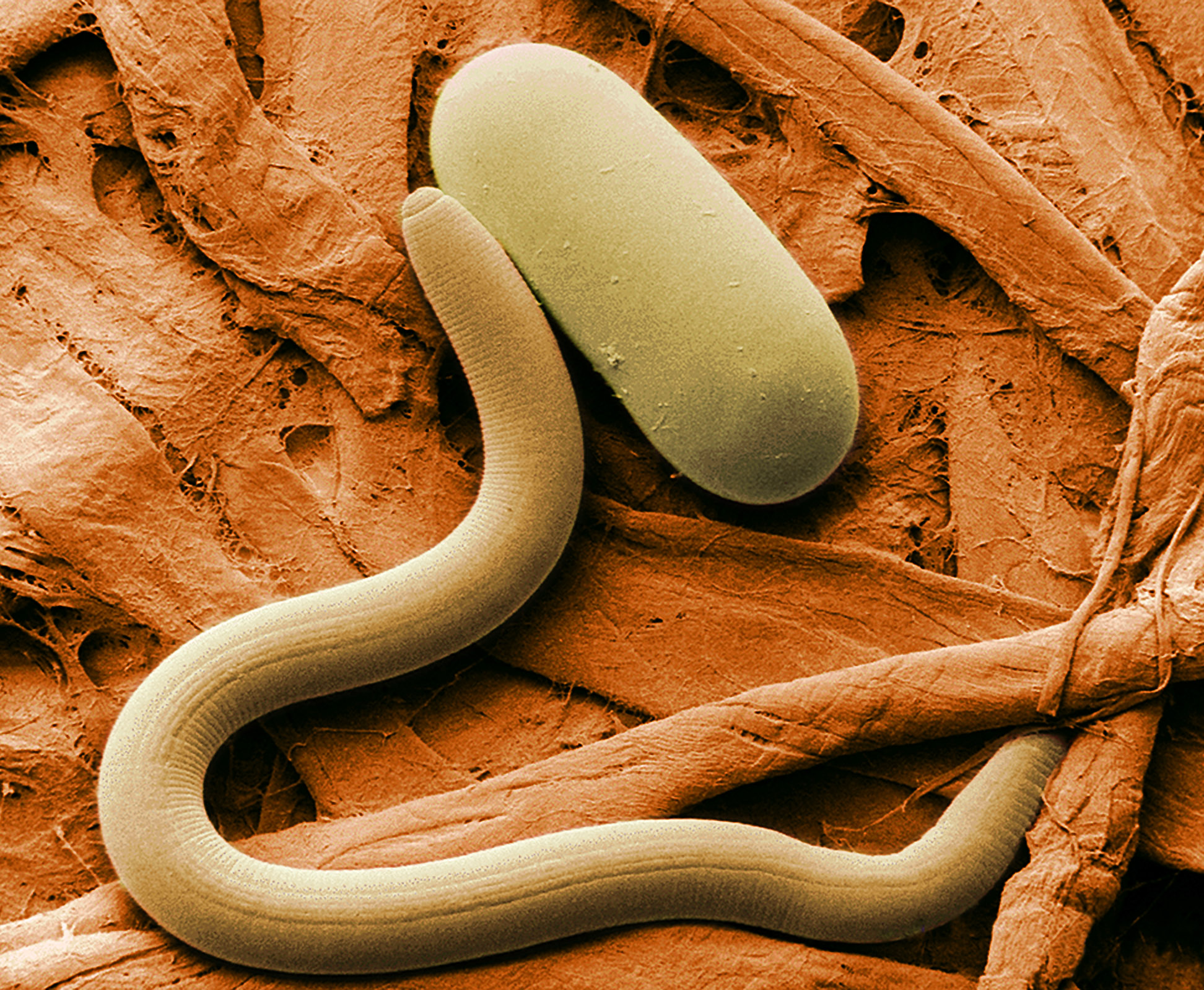
نماتد کیست سویا و تخم آن

ریززیاگان (به انگلیسی: Microfauna) (یونان باستان mikros "کوچک" + جانوران لاتین جدید "جانور") به جانوران و جانداران میکروسکوپی گفته می‌شود که ویژگی‌های جانوری از خود نشان می‌دهند. ریززیاگان در قلمرو جانوران (مانند نماتدها، بندپایان کوچک) و فرمانروی آغازیان (یعنی پروتوزوآ) نشان داده شده است.
ریززیاگان در هر زیستگاه روی زمین وجود دارند. آنها نقش‌های اساسی را به عنوان تجزیه‌کننده‌ها و منابع غذایی برای سطوح تغذیه‌ای پایین ایفا می‌کنند و برای هدایت فرایندها در جانداران بزرگ‌تر ضروری هستند.

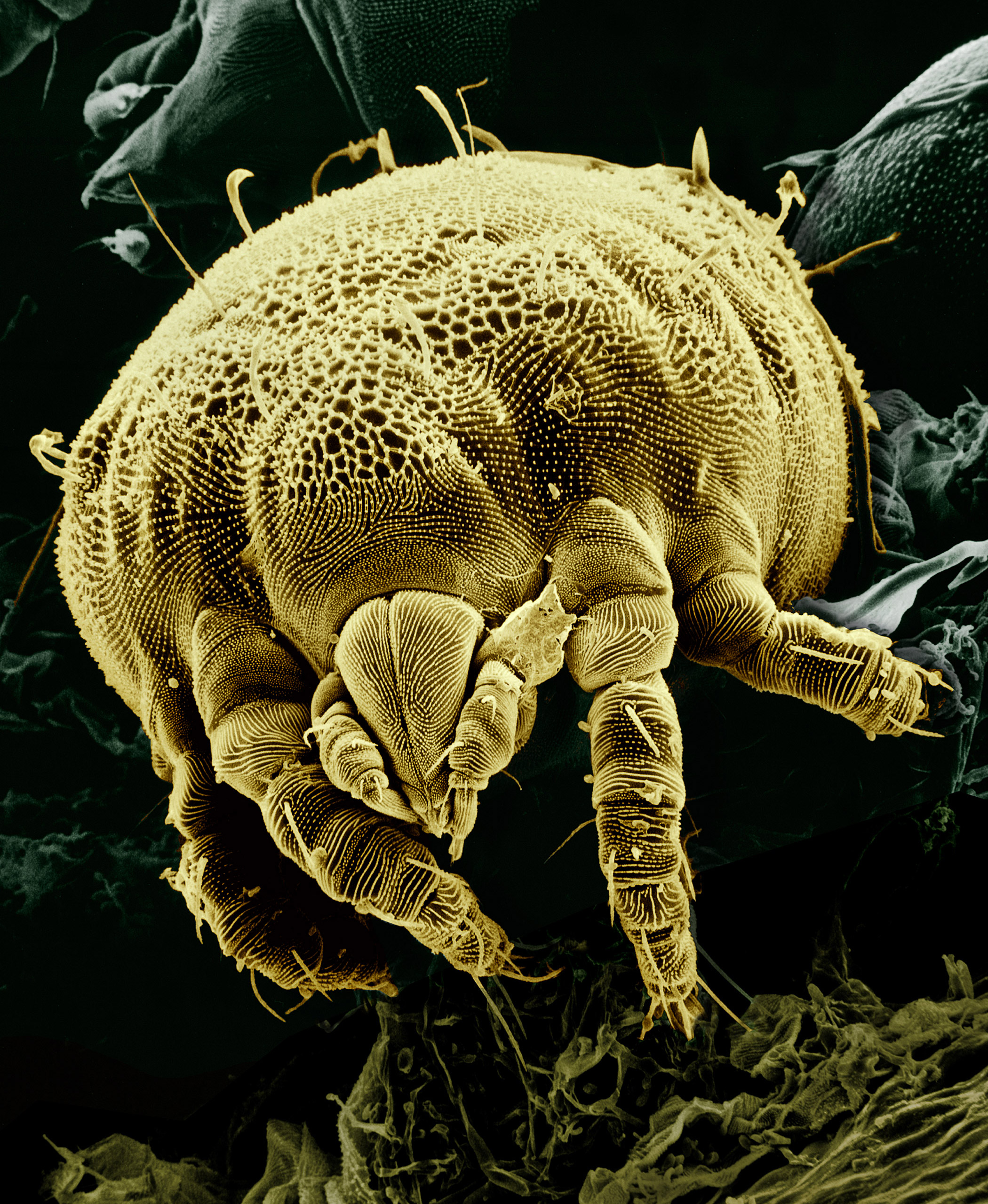
یکی از عنکبوتیان میکروسکوپی Lorryia formosa